# Cronologia storica del Sudafrica
La cronologia storica ed umana del Sudafrica risale a parecchi milioni di anni fa. In questa terra ci furono i primi insediamenti umani nel mondo, e fu meta di immigrazione sia da altri territori dell'Africa che dall'Europa e dall'Asia.

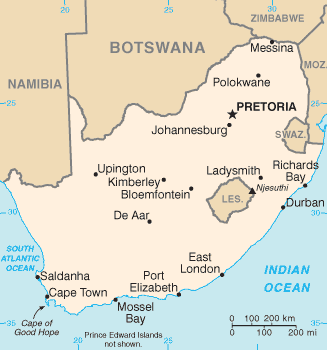
Carta geografica del Sudafrica

## Preistoria

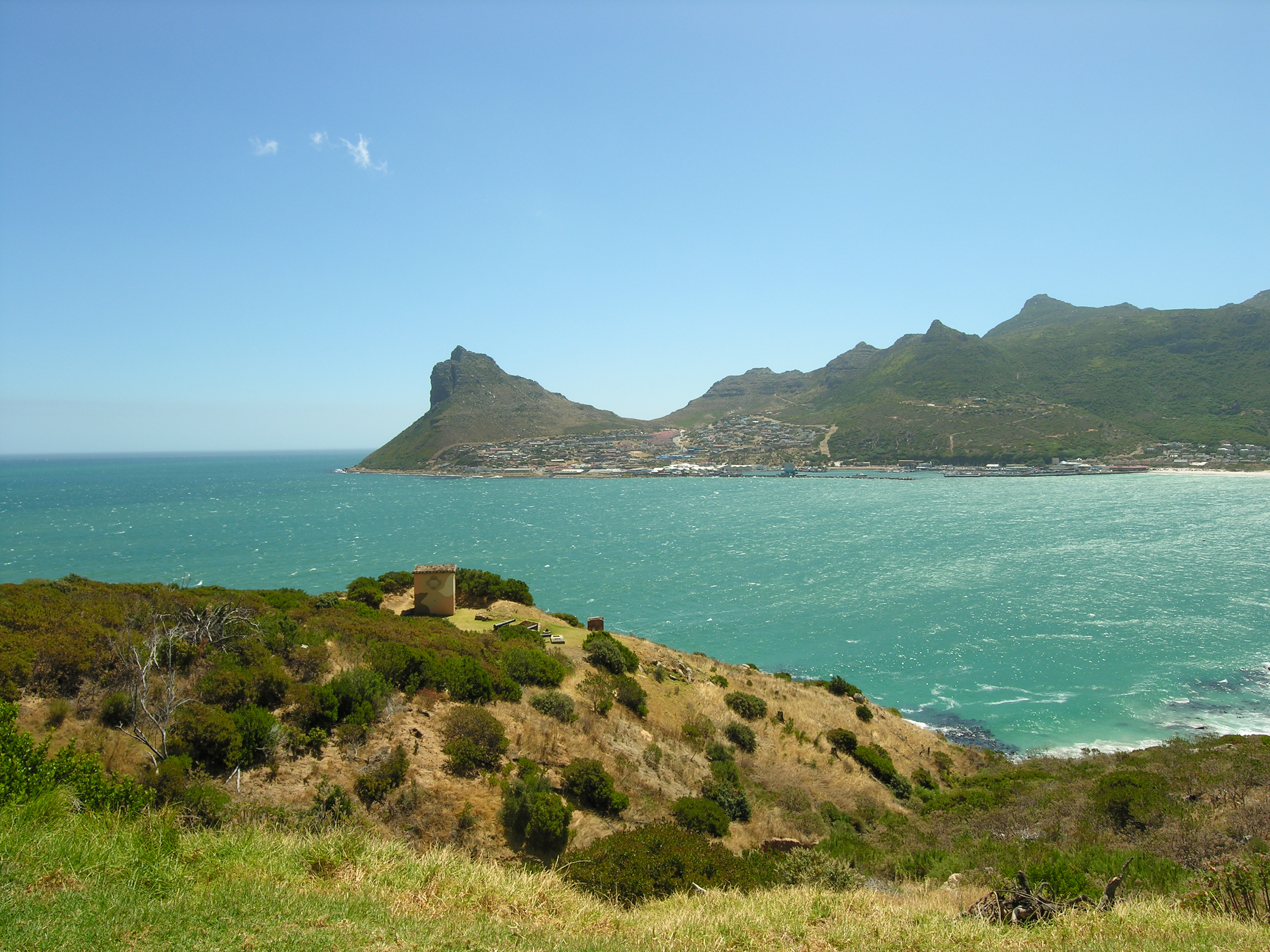
Hout Bay nella penisola del Capo

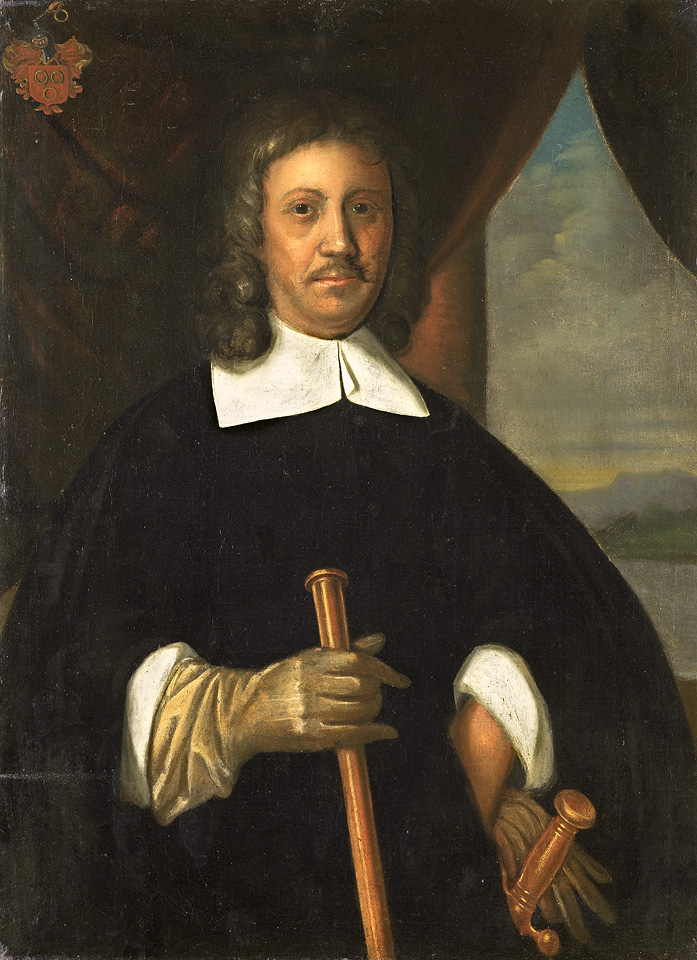
Johan Anthoniszoon van Riebeeck

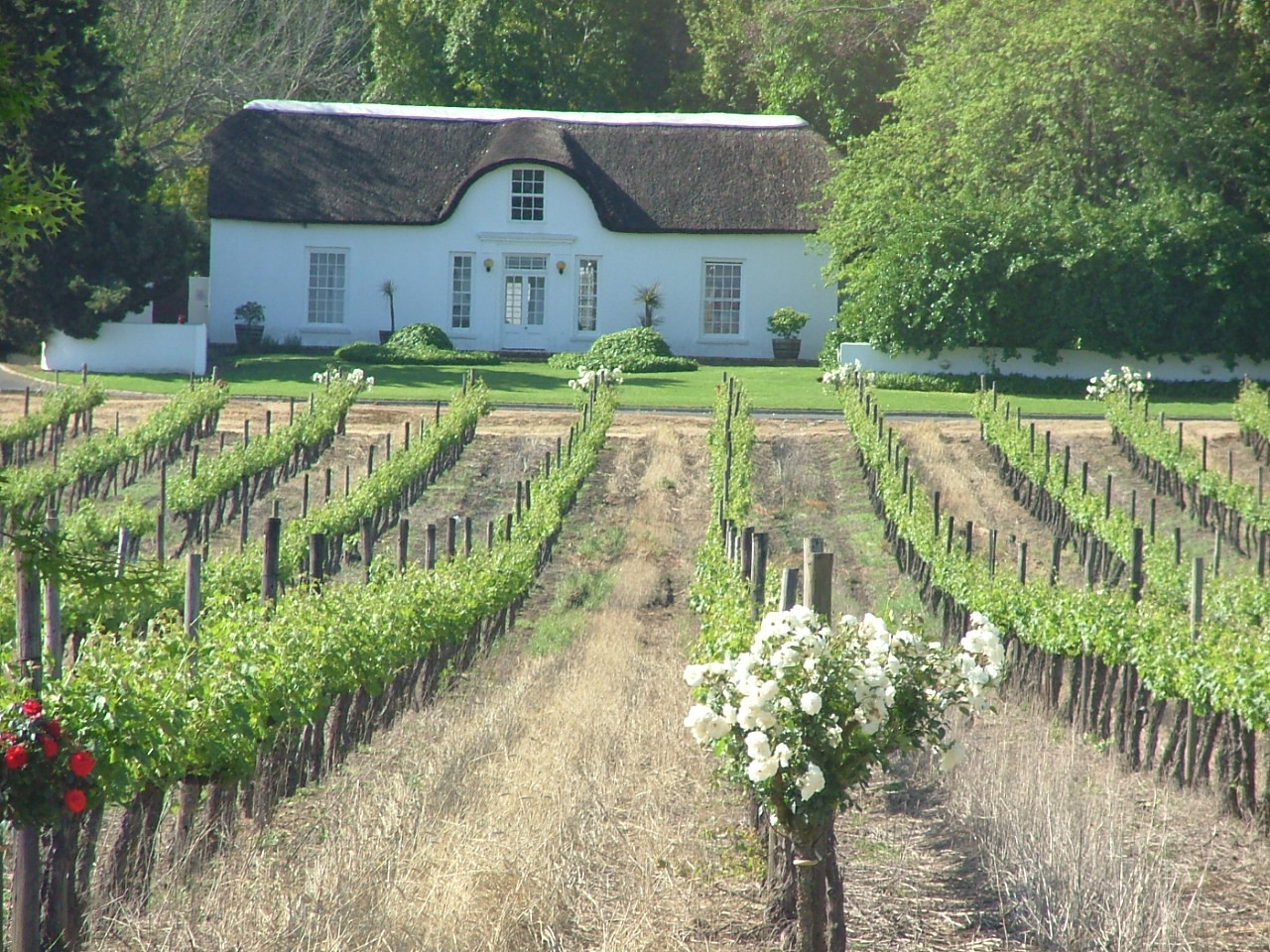
Vigneto presso Stellenbosch

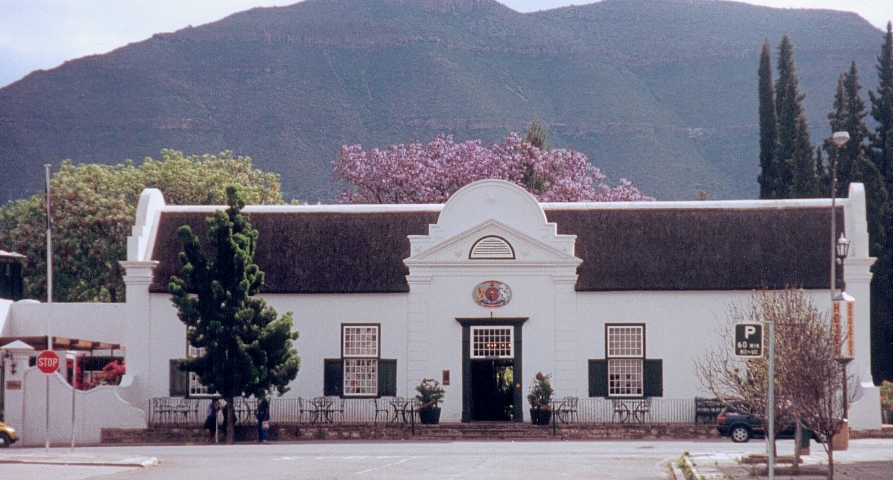
Graaff-Reinet

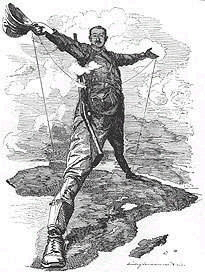
Cecil Rhodes

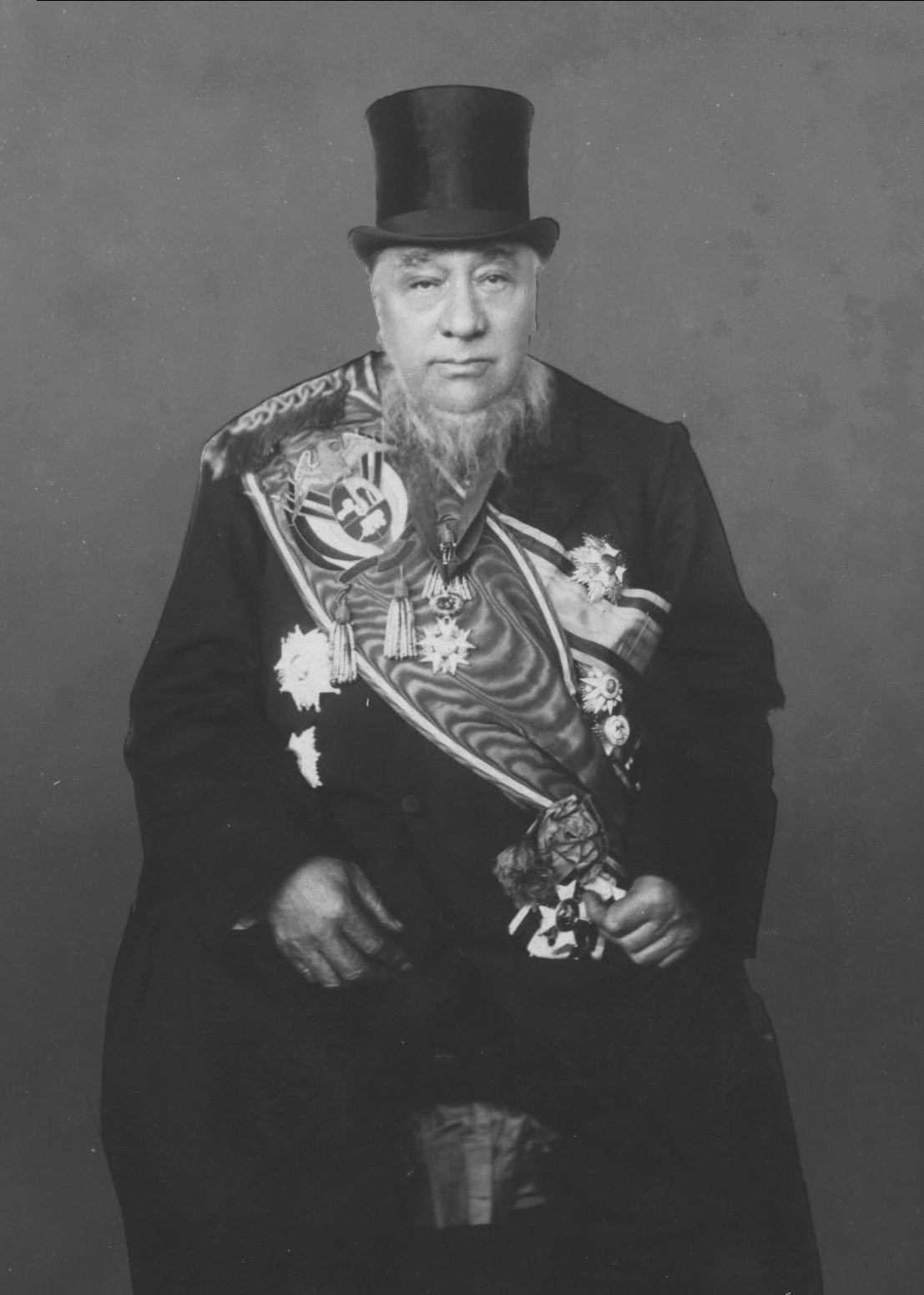
Paul Kruger

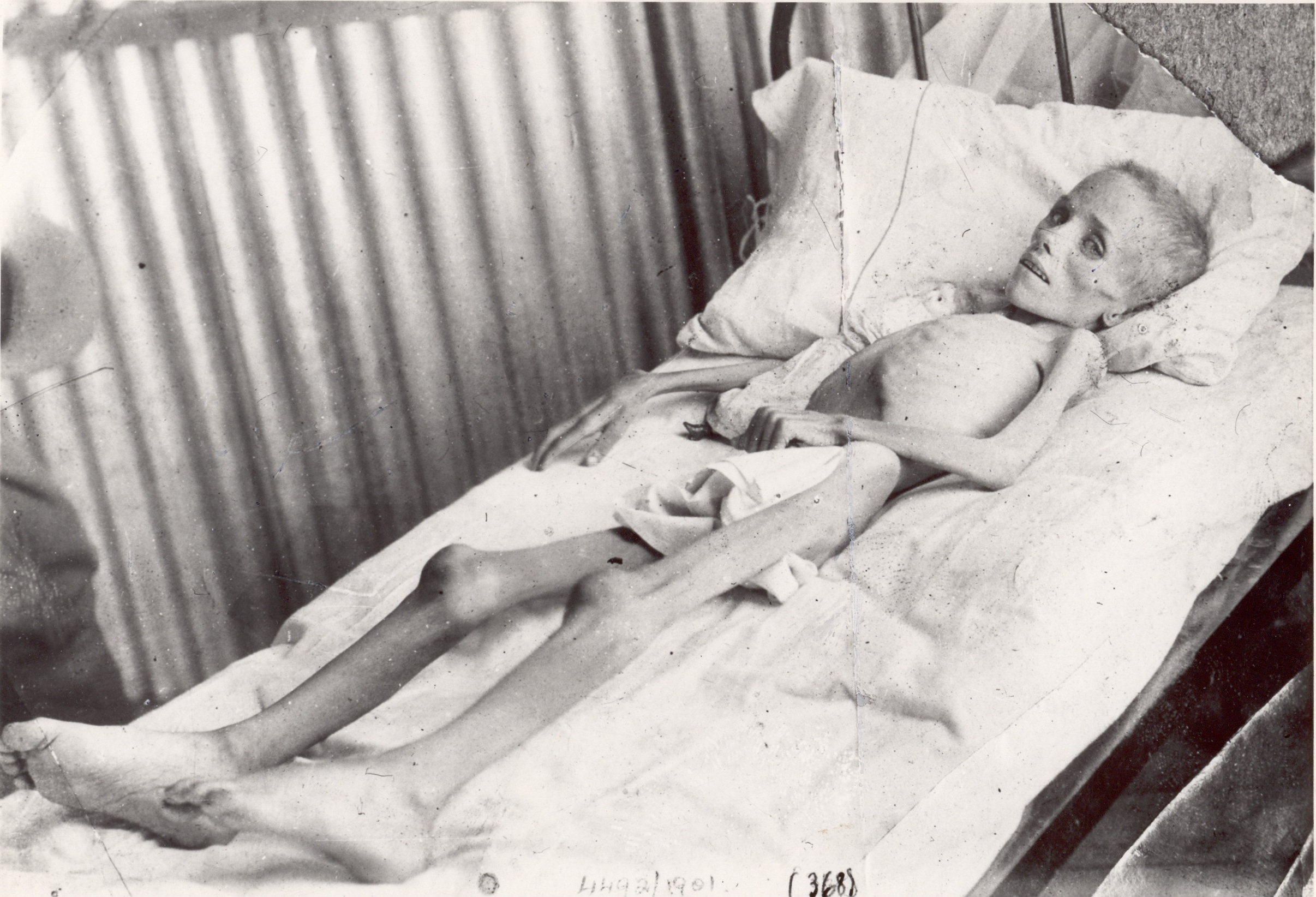
Lizzie van Zyl nel campo di concentramento di Bloemfontein nel 1901.

- Circa 3 milioni di anni fa: l'Australopithecus s'insedia nell'altopiano del Veld.
- Da 40.000 a 25.000 anni fa: i più anziani abitanti conosciuti, sviluppano la cultura dei Boscimani, cacciatori-raccoglitori nomadi che lasciano come traccia del loro passaggio solo pitture rupestri.
- Circa 25.000 anni fa: una parte dei Boscimani acquista del bestiame nelle regioni del nord e diventa allevatrice. Insieme ai Khoikhoi, questi boscimani migrano verso sud, raggiungendo l'attuale Capo di Buona Speranza. Questi due gruppi etnici, formano il popolo Khoisan.

## Antichità
- Intorno all'anno 1000 a.C.: popoli di Lingue bantu emigrano nell'area del Delta interno del Niger.

## I millennio
- 300 d.C.: comunità della prima età del Ferro si stabiliscono nelle regioni settentrionali e orientali dell'Africa australe.
- 500 d.C.: (anno) Un gruppo di tribù di lingua bantu con la migrazione verso sud raggiunge le Province oggi di KwaZulu-Natal, questi popoli bantu, originari dell'Africa centrale (regione dei grandi laghi), raggiungono la costa sud dell'Oceano Indiano e si insediano stabilmente nell'attuale provincia del KwaZulu-Natal).
- 696 d.C.: commercianti arabi commerciano lungo la costa orientale della regione dell'Africa australe.
- IV secolo: Migranti dall'altopiano settentrionale si uniscono con le persone indigene San e khoikhoi.
- 1050 - 1270 d.C.: Regno di Mapungubwe.
- X secolo: Alcune tribù Bantu (di lingua xhosa) emigrano nella regione del Capo a est del fiume Fish (Transkei nell'attuale Provincia del Capo Orientale).

## Basso medioevo
- 1170: (circa) Mapungubwe fiorisce come centro commerciale nella moderna provincia di Limpopo per tutto il secolo. perde importanza dal 1270.
- 1487-1488: Bartolomeu Dias (o Bartolomeo Diaz), un navigatore portoghese, naviga verso sud lungo la costa del Sudafrica fino al fiume Orange, viene messo in difficoltà dal mare e fa approdo raggiungendo il Capo Tempestoso (Capo di Buona Speranza), chiamato poi così dal protettore di Diaz: re Giovanni II del Portogallo per la "grande speranza che dà di scoprire le Indie".
- 12 marzo 1488: Bartolomeo Diaz sbarca nel punto dell'attuale Mossel Bay nella Provincia del Capo Occidentale ed erige la prima "padrão" (croce di pietra) sulla costa del Sudafrica e prosegue; alla fine di tutto il viaggio, ad Algoa Bay gira la prua verso il Portogallo; infatti al fiume Fish i suoi uomini si rifiutano d'andare oltre.
- 6 giugno 1488: Bartolomeo Diaz, ripassando la costa, erige il secondo "padrão" (croce di pietra), che è a nord-est di San Filippo, a Cape Maclear, a sud di Cape Point, durante il suo viaggio di ritorno in Portogallo.

## Colonizzazione olandese
- 1497: Vasco da Gama raggiunge le coste del Natal.
- 1652: La Compagnia Olandese delle Indie Orientali stabilisce un nuovo insediamento presso l'attuale Città del Capo. Questa stazione di rifornimento, dove lavorano circa 90 persone, è comandata da Jan van Riebeeck.
- 1657: La Compagnia Olandese delle Indie Orientali autorizza nove dei suoi dipendenti a stabilirsi liberamente presso il Capo. Questi diventeranno i primi coloni. Per porre rimedio alla carenza di mano d'opera, vengono importati degli schiavi da Batavia e dal Madagascar.
- 1679: Viene fondata la città di Stellenbosch.
- 1688: Duecento Ugonotti francesi sono autorizzati ad unirsi agli ottocento commercianti presenti nel Capo e fondano la città di Franschhoek.
- 1691: L'insediamento coloniale del capo diventa ufficialmente la Colonia del Capo.
- 1700: I primi bantu raggiungono il fiume Vaal.
- 1770: Primi incontri tra i neri bantu e i bianchi, presso il fiume Fish a circa 900 km ad est del Capo.
- 1779: Prime ostilità tra neri e bianchi. Prima delle nove Guerre di Frontiera del Capo (1779-1878).
- 1786: Fondazione di Graaff-Reinet da parte dei "trekboers" (boeri nomadi) in pieno deserto del Karoo.
- 1795: Prima occupazione del Capo da parte delle forze britanniche, prima che la Francia rivoluzionaria s'impossessasse della colonia.

## Colonizzazione britannica e repubbliche boere
- 1806: I britannici prendono il potere presso la Colonia del Capo.
- 1814: Gli olandesi rinunciano definitivamente alla loro colonia.
- 1818-1825: Il Mfecane (o grande disordine), causò la migrazione di tutti i popoli bantu a causa della sanguinosa espansione degli Zulu guidati dal re Shaka.
- 1820: I coloni britannici fondano Port Elizabeth.
- 1835: L'abolizione della schiavitù e le nuove leggi coloniali inglesi inducono il popolo boero all'esodo a nord del fiume Orange. Questa migrazione è chiamata Grande Trek.
- 1838: Vittoria dei boeri contro gli Zulu durante la Battaglia di Blood River.
- 1840: La repubblica boera di Natalia viene annessa dagli inglesi.
- 1848: Annessione di una parte della Kaffraria Britannica, amministrata separatamente alla Colonia del Capo, in quanto possedimento britannico.
- 1852: Convenzione di Sand River, durante la quale il Regno Unito riconosce l'indipendenza del Transvaal.
- 1854: Lo Stato Libero dell'Orange acquisisce l'indipendenza.
- 1854: La Colonia del Capo adotta una sua costituzione ed elegge un suo governo rappresentativo.
- 1855: I boeri fondano Pretoria. La città nel 1860 diventerà la capitale della Repubblica del Transvaal.
- 1856: Dopo la decimazione del popolo Xosa a causa delle profezie di Kasbnuitkan la terra disabitata fu assegnata a più di 6000 immigrati europei di origine tedesca.
- 1866: Annessione, di tutta la British Kaffraria alla Colonia del Capo per formare i distretti di King William's Town e East London.
- 1867: La scoperta dei diamanti presso Kimberley e dei giacimenti d'oro nello Witwatersrand suscitano la bramosia degli inglesi.
- 1871: Kimberley viene annessa alla Colonia del Capo.
- 1875: Inizio dell'annessione dei territori indigeni a monte del fiume Kei e a valle di Port Edward. Questi territori formeranno successivamente il Transkei.
- 1877: Annessione del Transvaal da parte dei britannici.
- 1879: Guerra anglo-zulu. Gli inglesi vengono sconfitti durante la Battaglia di Isandlwana, ma vinceranno la guerra.
- 1880-1881: Prima guerra boera. Gli inglesi vengono sconfitti.
- 1884: La Repubblica del Transvaal riottiene l'indipendenza con Paul Kruger presidente.
- 1886: Nel Witwatersrand, a pochi chilometri da Pretoria, viene fondata la città di Johannesburg.
- 1887: Annessione dello Zululand da parte degli inglesi.
- 1890: Cecil Rhodes, primo ministro della Colonia del Capo, intraprende una politica di conquista territoriale con lo scopo di isolare i boeri.
- 1894-1895: Annessione del Pondoland e del Tongaland da parte dei britannici con lo scopo di collegare il Natal alla Colonia del Capo.
- 1895: Fallito tentativo di colpo di Stato, noto come, Jameson Raid, nella Repubblica del Transvaal, da parte di sostenitori di Cecil Rhodes, ai danni di Paul Kruger.
- 1899-1902: Seconda guerra boera. Viene sancito il dominio britannico in tutto il Sudafrica e la sconfitta delle due repubbliche indipendenti. In questo periodo nascono i Campi di concentramento, denunciati da Emily Hobhouse, dove morirono più di 26.000 boeri tra vecchi, donne e bambini.
- 1906-1907: Il Transvaal e la Orange River Colony (Ex Stato Libero dell'Orange), ottengono l'autonomia politica.

## Indipendenza del Sudafrica

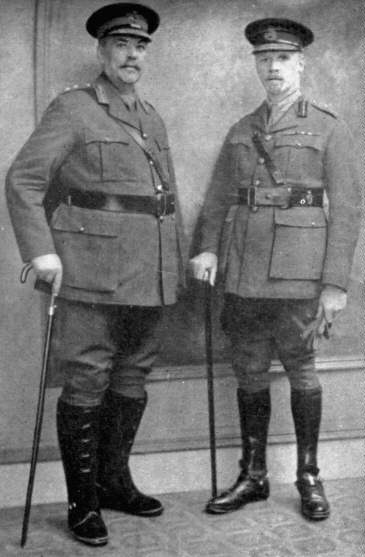
Louis Botha e Jan Smuts

- 1910: Creazione del Dominion dell'Unione Sudafricana che raggruppa la Colonia del Capo (compreso il Griqualand, lo Stellaland ed il Protettorato del Bechuanaland), quella del Natal, quella del Transvaal e quella dell'Orange. A capo dell'Unione sudafricana venne nominato Louis Botha.
- 1912: Quando le leggi segregazioniste vengono attuate a livello nazionale, la popolazione di colore fonda, a Bloemfontein, un movimento dal nome African National Congress (ANC).
- 1914: Il generale Hertzog ed altri ufficiali boeri fondano il Partito Nazionale (NP).
- 1915: L'Unione Sudafricana conquista l'Africa del Sud-Ovest (futura Namibia).
- 1918: Viene fondata la società massonica Afrikaner Broederbond che promuove gli interessi della comunità Afrikaner.
- 1919: Jan Smuts succede a Louis Botha.
- 1920: La Società delle Nazioni conferisce all'Unione Sudafricana il mandato per il controllo dell'Africa del Sud-Ovest.
- 1922: Rivolta dei lavoratori nello Witwatersrand.
- 1924: Viene eletto il primo governo nazionalista Afrikaner, diretto da James Barry Munnik Hertzog. L'afrikaans diventa la lingua nazionale ed il paese adotta una propria bandiera ed un proprio inno nazionale.
- 1931: Grande crisi economica. Viene concesso il diritto di voto alle donne bianche.
- 1934: Istituzione di un governo di unità nazionale. Scisma all'interno del Partito Nazionale dove la componente più radicale non accetta di unirsi al nuovo partito creato da James Barry Hertzog e Jan Smuts (Partito Unito).
- 1939: Hertzog viene sconfitto in parlamento e Jan Smuts prende il suo posto. Smuts impegna il Sudafrica a fianco delle truppe alleate durante la Seconda guerra mondiale.
- 1944: Fondazione della Lega giovanile dell'ANC di Nelson Mandela, Walter Sisulu e Oliver Tambo.
- 1945: Il Sudafrica è membro fondatore delle Nazioni Unite.
- 1948: Il Partito Nazionale vince le elezioni. Daniel François Malan viene eletto primo ministro ed il suo governo è composto esclusivamente da Afrikaner.

## Il periodo dell'apartheid (1948-1991)

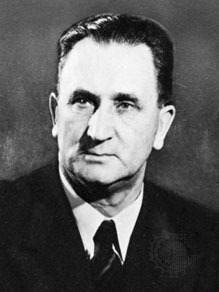
Johannes Gerhardus Strijdom

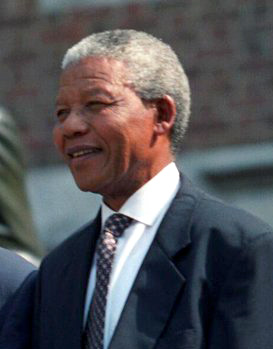
Nelson Mandela

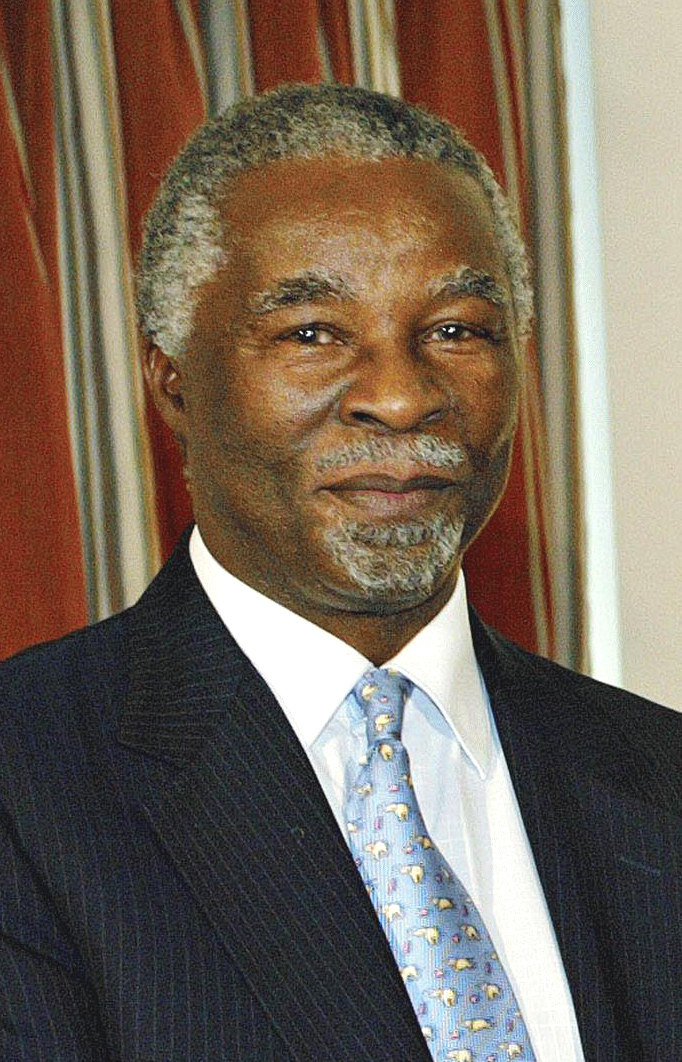
Thabo Mbeki

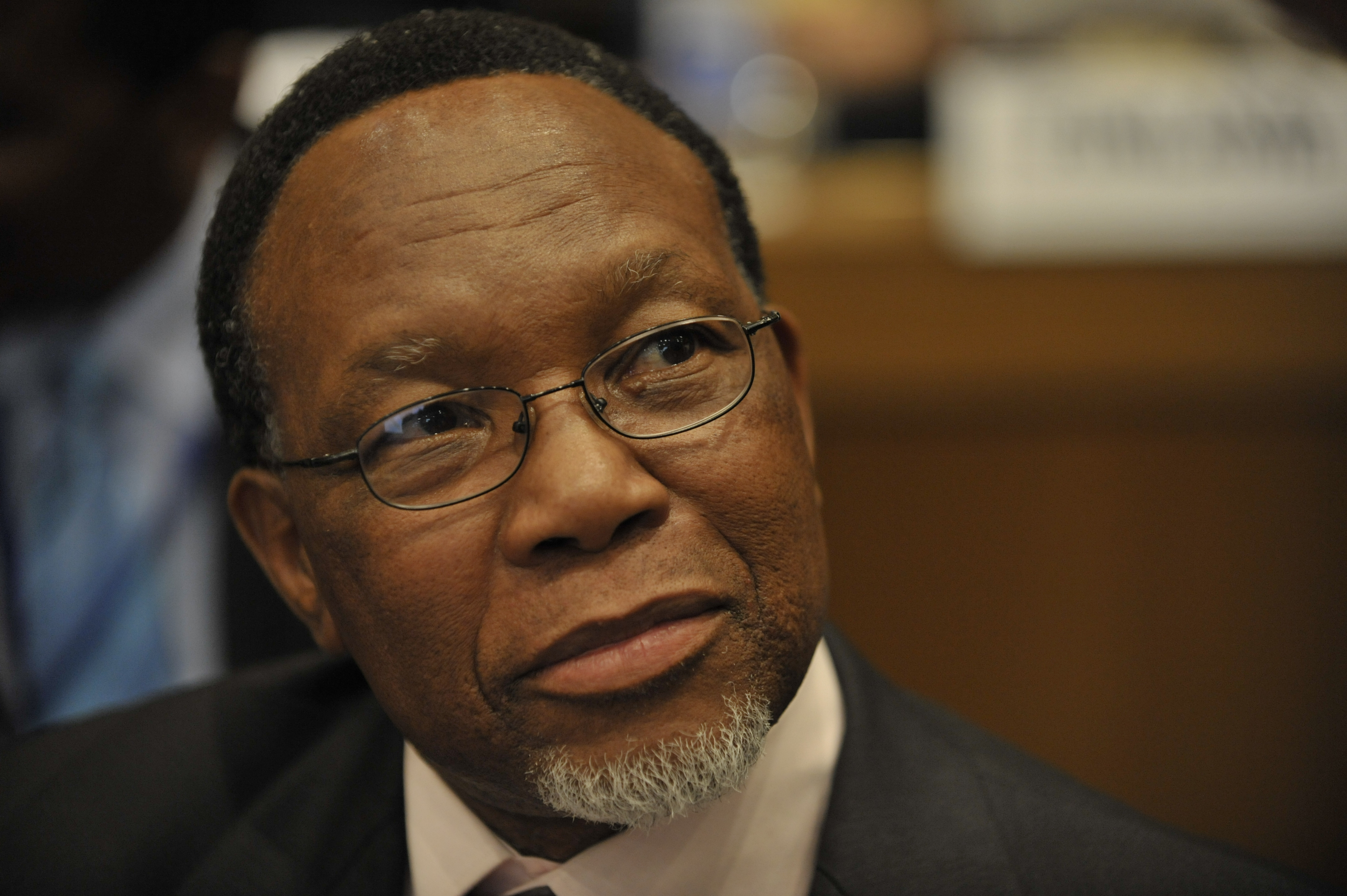
Kgalema Motlanthe

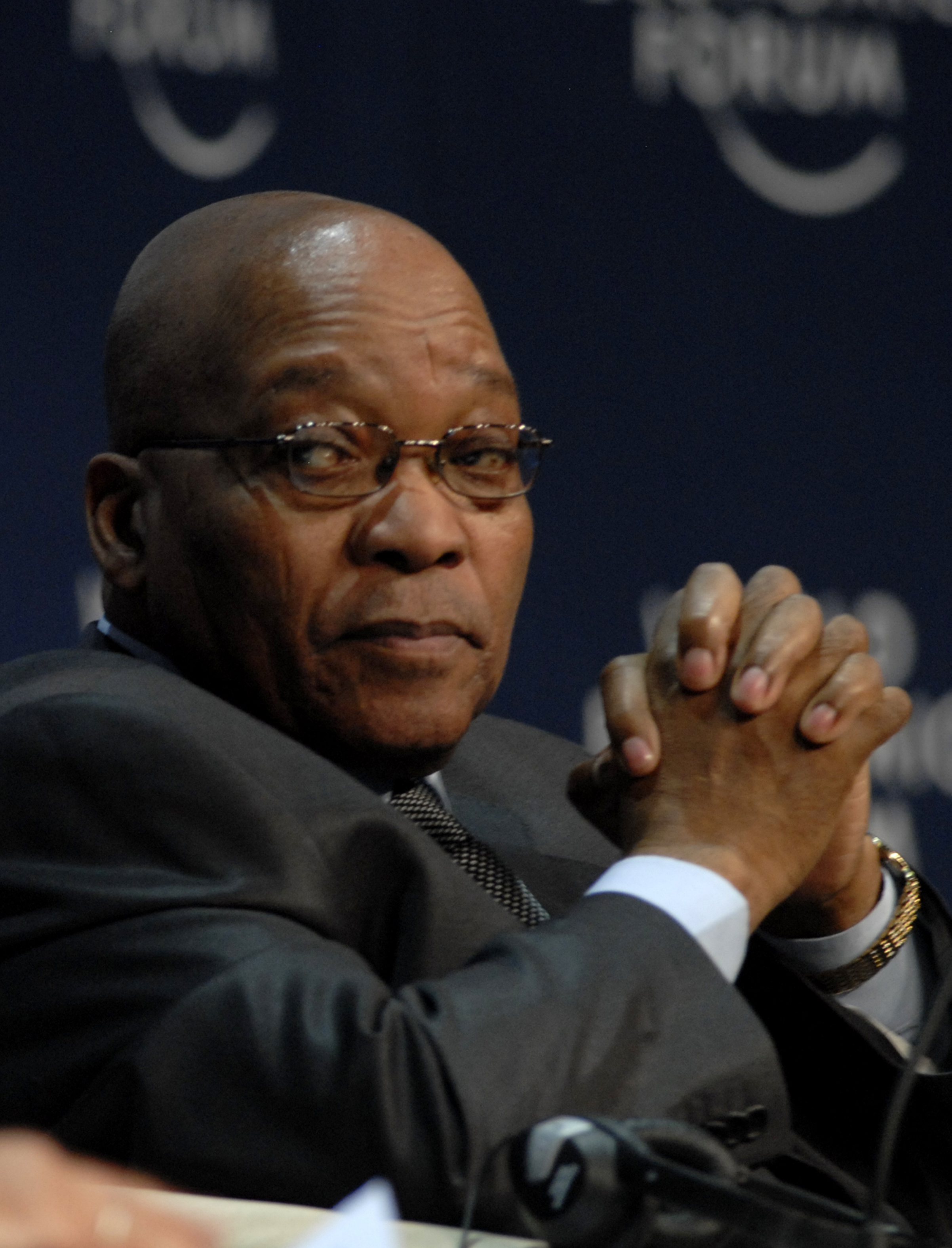
Jacob Zuma

- 1949-1954: Approvazione delle principali leggi sull'Apartheid per il predominio della razza bianca.
  - Legge sul divieto di matrimoni misti (1949).
  - Legge che criminalizza relazioni sessuali tra bianchi e non bianchi (1950).
  - Legge che classifica la popolazione in funzione della razza (1950).
  - Messa al bando del Partito Comunista Sudafricano e di tutti i gruppi ad esso collegato (1950).
  - Legge sulle abitazioni separate (Group Areas Act del 27 aprile 1950). L'assegnazione di diverse aree residenziali e commerciali in funzione del gruppo razziale.
  - Legge sul passaporto all'interno del paese (1952).
  - Legge sulla separazione delle strutture pubbliche in funzione del gruppo razziale (1953).
  - Legge sull'istruzione dei Bantu (1953).
- 1954: JG Strijdom, sostenitore del "Baasskap" (relazione padrone-servitore) succede a Malan.
- 1955: Redazione della Carta della Libertà da parte dei movimenti anti-apartheid.[1] I Meticci perdono la loro rappresentanza parlamentare.
- 1958: Morte di Strijdom. Il suo successore, Hendrik Frensch Verwoerd, sostituisce l'ideologia del Baasskap con quella dello sviluppo separato. Legge che favorisce la creazione di aree dove la popolazione di colore si autogestisce. Queste aree sono chiamate Bantustan.
- 1959: Fondazione del Congresso Panafricano (PAC) da parte di dissidenti dell'ANC.
- 1960: Massacro di Sharpeville e messa al bando dell'ANC, del PAC e dei movimenti nazionalisti africani. Il 2 novembre dopo un Referendum (52% dei voti a favore) viene proclamata la Repubblica.
- 31 maggio 1961 viene proclamata la nascita della Repubblica del Sudafrica. Espulsione dal Commonwealth. Inizio della lotta armata da parte dell'ANC.
- 1963: Nelson Mandela viene condannato all'ergastolo per terrorismo mentre altri leader dell'ANC vengono condannati a pene detentive inferiori o esiliati.
- 1966: Hendrik Frensch Verwoerd viene assassinato in parlamento. Il ministro della giustizia, Balthazar Johannes Vorster, gli succede alla carica di Primo Ministro.
- 1968:
  - 7 febbraio: Balthazar Vorster destituisce da ministro delle poste e telecomunicazioni Albert Hertzog, figlio dell'anziano generale boero e capo della fazione conservatrice del Partito Nazionale James Barry Munnik Hertzog.
  - 12 giugno: Viene revocato il mandato per il controllo dell'Africa del Sud-Ovest.
  - agosto: Vorster espelle Hertzog dal governo.
- 1969: Scisma all'interno del NP a seguito della decisione del primo ministro Vorster di consentire a giocatori e spettatori Maori di partecipare al tour della Nazionale di rugby della Nuova Zelanda in Sudafrica nel 1970. Albert Hertzog fonda il Partito Nazionale Rifondato del Sudafrica.
- 1974: Il Sudafrica viene escluso dall'Assemblea Generale delle Nazioni Unite.
- 1975: Indipendenza dell'Angola e del Mozambico. L'esercito ed i servizi segreti sudafricani si schierano a fianco dei ribelli anti-marxisti angolani dell'UNITA di Jonas Malheiro Savimbi.
- 1976: Disordini nella township di Soweto contro l'insegnamento obbligatorio dell'afrikaans. La polizia soffoca le manifestazioni studentesche nel sangue. L'indipendenza del Transkei non viene riconosciuta dalla comunità internazionale.
- 1977: Stephen Biko, leader del movimento Black Consciousness Movement, viene ucciso dalla polizia. L'indipendenza del Bophuthatswana non viene riconosciuta dalla comunità internazionale.
- 1978: A seguito di uno scandalo politico-finanziario, Vorster rassegna le dimissioni. Il ministro della difesa Pieter Willem Botha, uomo politico pragmatico, gli succede nella carica di primo ministro.
- 1979: Il Sudafrica testa il suo primo ordigno nucleare nel deserto del Kalahari.
- 1982: Scisma all'interno del NP a seguito delle riforme proposte da Pieter Botha. Andries Treurnicht, anziano ministro dei governi Vorster e Botha, fonda il Partito Conservatore.
- 1984: Viene promulgata la nuova costituzione. A seguito di un referendum, viene costituito un Parlamento tricamerale aperto a indiani e meticci.
- 1986:
  - Viene decretato lo Stato di emergenza. Nel Natal si verificano scontri tra i vari movimenti di colore. Abolizione delle leggi simbolo dell'apartheid come l'obbligo del passaporto all'interno del paese.
  - 30 settembre: Ronald Reagan nomina di un uomo di colore come ambasciatore USA in Sudafrica.
  - 2 ottobre: Il Congresso degli Stati Uniti d'America, nonostante il veto del presidente Ronald Reagan, vota delle sanzioni economiche al Sudafrica.
- 1988: Un accordo di pace sancisce la fine della guerra civile in Angola. Le truppe sudafricane e cubane si ritirano dal paese.
- 1989
  - 15 agosto: Indebolito dalla malattia, Pieter Botha rassegna le dimissioni dalla carica di primo ministro a favore di Frederik Willem de Klerk.
  - 6 settembre: Elezione del nuovo parlamento tricamerale (una camera per i bianchi, una per i meticci e la terza per gli indiani).
- 1990:
  - febbraio: L'African National Congress, il Partito Comunista Sudafricano ed altri movimenti di colore vengono legalizzati.
  - 21 marzo: Il Sudafrica concede l'indipendenza alla Namibia.
- 1991: nel mese di giugno, viene formalizzata l'abolizione dell'apartheid.

## Periodo di transizione
- 1992: Tramite referendum, il 99% dei bianchi approva i negoziati con l'ANC per una nuova costituzione.
  - I negoziati hanno come sfondo le tensioni nelle Township e le minacce dell'estrema destra bianca.
  - febbraio: Walvis Bay viene restituita alla Namibia.
  - marzo: L'estrema destra sostiene, senza successo, il Bophuthatswana nel tentativo di evitare il reintegro nello stato sudafricano.

## Il periodo post apartheid
- 1994: L'ANC vince le elezioni politiche, avvenute tra il 26 ed il 29 Aprile. Nelson Mandela è il primo uomo di colore ad essere eletto presidente in Sudafrica e viene formato un governo multirazziale di unità nazionale. Viene adottata una nuova bandiera ed un nuovo inno nazionale e viene riorganizzato il settore amministrativo del paese (provincie, distretti ecc.).
- 1995: Viene formata una Commissione per la verità e la riconciliazione e vengono fatti i mondiali di rugby in cui il Sudafrica vinse contro gli All Black.
- 1996: Viene adottata una nuova costituzione. Il Partito Nazionale lascia il governo ed entra a far parte dell'opposizione.
- 1999: Thabo Mbeki è il secondo presidente nero del Sudafrica. Nelle elezioni politiche l'ANC rafforza la sua maggioranza.
- 2000: Viene fondato il partito dell'Alleanza Democratica che riunisce i vari partiti d'opposizione, tra cui il Nuovo Partito Nazionale (NNP) che l'anno successivo ne uscirà ed entrerà nell'ANC.
- 2001: A Durban si svolge la conferenza mondiale contro il razzismo organizzata dall'ONU.
- 2004: Secondo mandato presidenziale per Thabo Mbeki. Per la prima volta l'ANC si afferma alle elezioni nelle nove provincie.
- 2005: Viene sciolto il NNP ed i suoi membri vengono invitati ad entrare nell'ANC. Il vicepresidente Jacob Zuma viene destituito dal presidente Mbeki a causa di un suo coinvolgimento in un caso di corruzione. Aumenta l'insoddisfazione degli abitanti delle Township che sfocia in forti manifestazioni contro le autorità locali accusate di incompetenza e corruzione. La corte costituzionale abroga la legge del 1961 che rendeva legali solo i matrimoni tra uomini e donne.
- 2006
  - Alle elezioni municipali del 1º marzo l'ANC ottiene il 66 % dei voti contro il 16 % dell'Alleanza Democratica e il 4,7 % del Partito della Libertà Inkata. In questa tornata elettorale si verifica un forte calo dell'affluenza alle urne (voterà solo il 49 % degli aventi diritto). Città del Capo è l'unica tra le prime sei città sudafricane ad essere governata dal partito di opposizione (Alleanza Democratica).
  - 14 novembre: Il Sudafrica è il primo paese del continente africano a legalizzare i matrimoni omosessuali e a dare loro gli stessi diritti delle coppie eterosessuali. Questa nuova legge è entrata in vigore il 30 novembre.
- 2007: Jacob Zuma viene nominato presidente dell'ANC ed allontana dal partito i sostenitori di Thabo Mbeki.
- 2008: Si verificano gravi problemi di approvvigionamento di energia elettrica. Le 17 centrali non riescono a soddisfare la richiesta di energia sia per uso domestico, sia per uso industriale. Viene sospesa l'esportazione di energia verso lo Zambia e lo Zimbabwe, che crea molti problemi all'economia di questi due paesi. Mbeki rassegna le dimissioni dopo essere stato accusato di interferire nelle indagini contro il suo ex vice presidente, Jacob Zuma e viene sostituito da Kgalema Motlanthe. Una fazione dissidente dell'ANC fonda il partito del Congresso del Popolo (COPE).
- 2009: A seguito delle elezioni politiche, vinte dall'ANC con il 66 % dei consensi, viene eletto presidente Jacob Zuma. Alle elezioni provinciali il partito d'opposizione Alleanza Democratica ottiene la maggioranza nella Provincia del Capo Occidentale.
- 2010: Si svolgono in Sudafrica i campionati mondiali di calcio. È la seconda volta che un paese africano ospita una manifestazione sportiva molto rilevante.
- 2023 : La lingua dei segni sudafricana è diventata la dodicesima lingua ufficiale.